# الحنكة (لحج)
الحَنَكَة هي إحدى قرى الجمهورية اليمنية. وهي تتبع جغرافيًا لمحافظة لحج. وإداريًا لمديرية القبيطة. يبلغ تعداد سكانها 1100 نسمة حسب الإحصاء الذي جرى عام 2004.